# 大石明弘
大石 明弘（おおいし あきひろ、1979年〈昭和54年〉 - ）は、日本の登山家。

## 略歴
1998年、大学1年生で野口健エベレスト登山隊に参加。その登山記録の寄稿がきっかけとなり、大学卒業後に『山と渓谷』編集部に2年間在籍。2001年に平出和也とチョー・オユー無酸素登頂。2014年、谷口けいとモンブラン・ドゥ・タキュールのスーパークーロワールダイレクト完登し、2018年に『太陽のかけら ピオレドール・クライマー 谷口けいの青春の輝き』（山と渓谷社）を上梓。
地元静岡で地域密着型の会社を経営しながら、兼業ライターとして山岳雑誌で多数の記事を執筆。親子ハイキングからアルパインクライミングまで幅広く取材できる行動力と、登山者の気持ちを的確に表現できる執筆力を持ったライターを目指してさまざまな山に向かう。30歳からは、既存のルートにとらわれない登攀の方法を谷口けいから学んでいた。三児の父。

## 著書
- 山と渓谷 2022年10月号 P124 ハンター北壁 夢の伴奏者 「夢を実現できた陰には、つねに心を鼓舞し続ける存在があった。平賀淳に捧げるレクイエム」
- 山と溪谷社（編）『日本人とエベレスト 植村直己から栗城史多まで』山と溪谷社、2022年3月、ISBN 978-4-635-17210-3 - 執筆者
- 大石明弘（著）『太陽のかけら ピオレドール・クライマー谷口けいの青春の輝き』山と溪谷社、2019年1月、ISBN 978-4-635-34034-2